# 何家湾站
何家湾站位于中华人民共和国上海市宝山区淞南镇逸仙路3001号，位于南何支线、何杨支线和的汇合点。车站为上海枢纽内铁路疏港任务最大的一个站，现列为一等货运站，办理整车，集装箱、冷藏以及危险货物的发到业务。车站主要为上海市东北角周边专用线及专用铁道企业办理编组以及货运作业，主要发到货物品类包括钢材类、矿粉类、石油类、特资类、集装箱类。

## 历史
1939年，侵华日军为方便运送和储备存放于马桥军用仓库的军火，在淞沪线高境庙和吴淞旗站间设立一个信号所，出岔通往马桥军用仓库的专用线。1943年，信号所升级为车站，定名为“小吉浦驿”。车站设有3条股道，包括1条正线、1条货物线和1条机走线，由华中铁道管理，后改名何家湾:229。
解放军攻占上海后，车站因邻近沪北工业区和黄浦江边、四周设有多座大中型工厂企业和港口码头，为适应形势的需要，站场逐步扩建。1955年4月，车站扩建至4条股道，包括1条正线和3条到发线/煤水线。1959年又扩建4条股道至到8股，同时建成简易驼峰一座:229。在南何、何杨支线建成通车后，线路相应增至12股。
随着车站通往上海港口第九、第十两个装卸区以及上海钢铁一厂、上海铁合金厂、上海石油站、上海港张华浜集装箱装卸公司等港口、工厂及企业的专用线后，地区运输作业量进一步逐年上升，站场原有编解能力日显不足，铁路部门于1972年开始规划扩建站场。何家湾站扩建工程设计投资概算890万元，计划兴建到达场5股、扩建到发场6股及编组场10股，并配置简易驼峰1座。站场行车设备为6502型大站电气集中联锁，驼峰为7021型信号集中联锁，以制动铁鞋控制车辆溜放速度。扩建工程于1978年1月30日竣工交付运营:229。
至1980年代，何家湾站为二级三场的大型站场，除了内设有到达、编组、到发3个调车场外还管辖殷行和1985年划入本站管辖的江湾2个车站:229。
1998年7月22日，何家湾站與上海港军工路集装箱装卸公司联合组建铁路集装箱港站军工路港站，以推進港铁聯運。
1999年11月何家湾直属站整体建制并入杨浦直属站。2005年6月杨浦直属站合并至北郊直属站，2010年北郊直属站并至南翔直属站后本站由后者管理至今。
2007年上海铁路局计划在何家湾东侧兴建上海铁路综合维修基地，占用何家湾站部分地块。2009年工程开工后，施工部门拆除了何家湾站编发场11至16道。改造后的何家湾站设有到达场和编发场：其中到达场5股道，编发场10股道。
2018年车站又进行联锁设备更新改造，取消了原到达场、编发场的行车分界点，并将原到达场和编发场合并。

## 车站结构
何家湾站原设有到达场和编发场，其中到达场5股道，编发场10股道。站场东侧为上海大机运用检修段何家湾基地。
吴淞货场位于车站北侧、毗邻上港集团张华浜港分公司（九区）和军工路分公司（十区）。货场面积29800平方米，设有6条股道，办理水铁联运业务。其中吴淞1道为调车线、吴淞2道和3道为多经装卸车作业线、吴淞5道和6道为集装箱装卸车作业线、吴淞7道则通往上港九区码头。
何家湾站还设有通往中燃船舶燃料有限公司、宝钢物流、中外运张华浜储运公司、上海外贸仓储江湾储运公司、上海市五金矿产进出口公司长江路仓库、乐惠物流有限公司、华荣达石油化工仓储有限公司、中国人民解放军总后勤部华东军用物资采购局采购四处马桥仓库专用线、中国石化上海石油分公司等单位的专用线:161。
- 站房
- 车站到达场
- 站场
- 上海轨道交通机场联络线列车于张华浜码头专用线
- 车站站名牌